# 코로넬 (칠레)
코로넬(스페인어: Coronel)은 칠레 비오비오주 콘셉시온 현에 위치한 도시로 면적은 279km2, 높이는 16m, 인구는 107,759명(2012년 기준)이다. 도시가 설립된 시기는 1849년 8월 30일이다. 제1차 세계 대전 당시에 있었던 영국과 독일 간의 해전인 코로넬 해전으로 유명한 곳이다.